# Sorocostia
Sorocostia is een geslacht van vlinders van de familie visstaartjes (Nolidae), uit de onderfamilie Nolinae.

## Soorten
- S. albalis Walker, 1865
- S. hesycha Meyrick, 1888
- S. irenica Meyrick, 1886
- S. leuconephes Turner, 1944
- S. paramoea Meyrick, 1886
- S. tholera Turner, 1925